# Schliersbergbahn

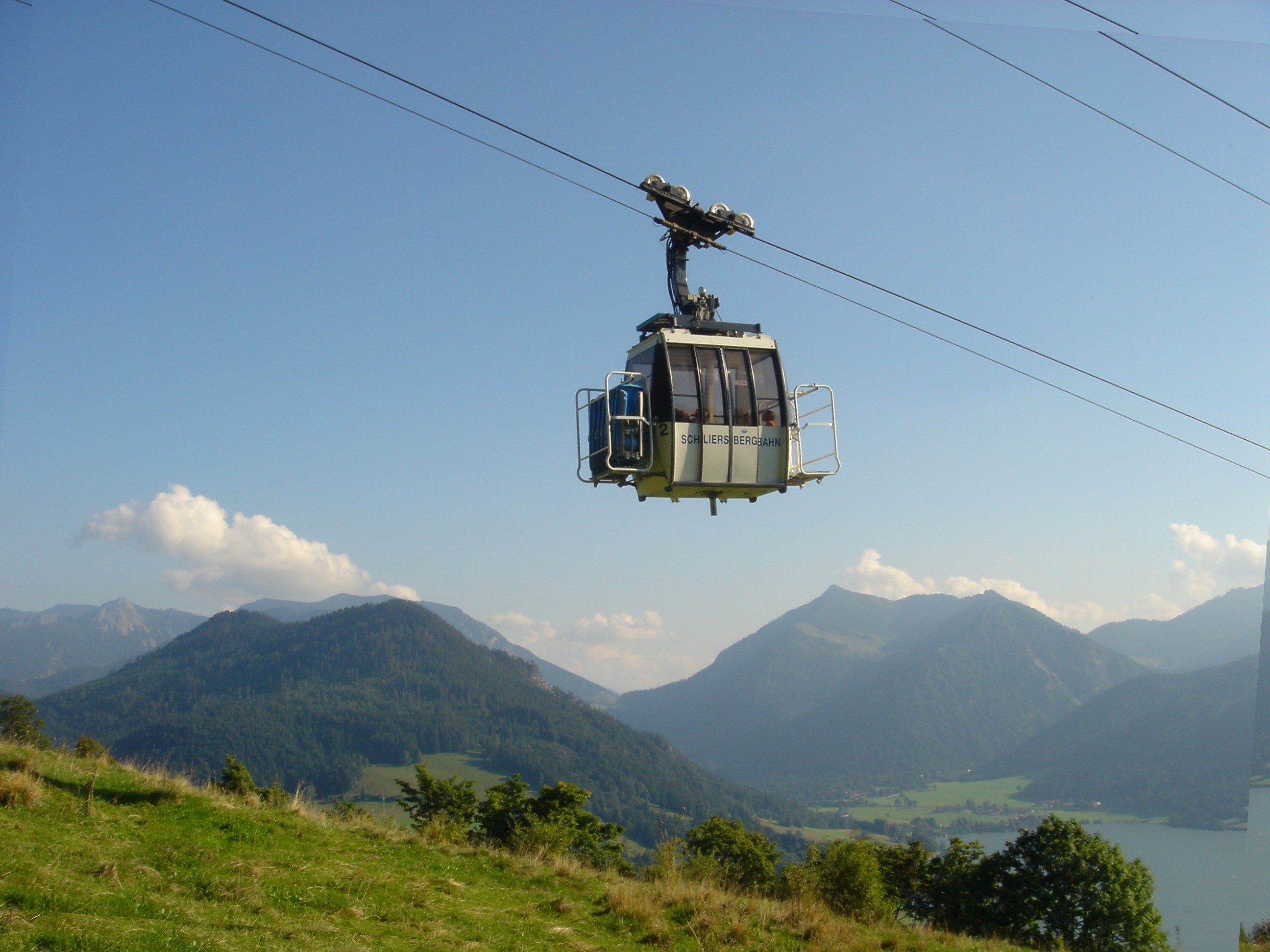
Seilbahn zur Schliersbergalm

Die Schliersbergbahn ist eine Pendelbahn mit zwei Kabinen für je zehn Personen und führt von Schliersee aus auf die 1.061 m hoch gelegene Schliersbergalm am Schliersberg. Oben befindet sich ein Hotel und ein Ausflugsrestaurant sowie einige Freizeitanlagen wie der Alpenroller, eine Landschafts-Achterbahn mit Elektroantrieb.
Die Bahn wurde 1951 als Zubringer zum Hotel erbaut und überwindet mit einer Länge von 725 m einen Höhenunterschied von 230 m. Im Jahr 1996 wurde die Bahn komplett von der Firma Waagner Biro erneuert. Die sechs Seilbahnstützen der alten Bahn wurden durch drei neue Stützen ersetzt.
Man kann mit der 960 m langen Sommerrodelbahn ins Tal fahren. Deren Schlitten werden mit der Gondelbahn hinauf zur Startstelle befördert.